# 디에고 팔라시오스
디에고 호세 팔라시오스 에스피노사(스페인어: Diego José Palacios Espinoza, 1999년 7월 12일 ~ )는 에콰도르의 축구 선수로 현재 브라질 캄페오나투 브라질레이루 세리이 A의 코린치앙스에서 레프트 백으로 활약하고 있다.